# Bahnhof Morąg

Der Bahnhof Morąg (deutsch Mohrungen) ist ein Bahnhof in der polnischen Kleinstadt Morąg in der Woiwodschaft Ermland-Masuren.
Er liegt an der Bahnstrecke 220 Olsztyn–Bogaczewo. Der Bahnhof ist Halt von PKP-Intercity- und Polregio-Zügen mit täglichen Direktverbindungen u. a. nach Szczecin, Gdańsk, Elbląg, Olsztyn, Ełk und Białystok.

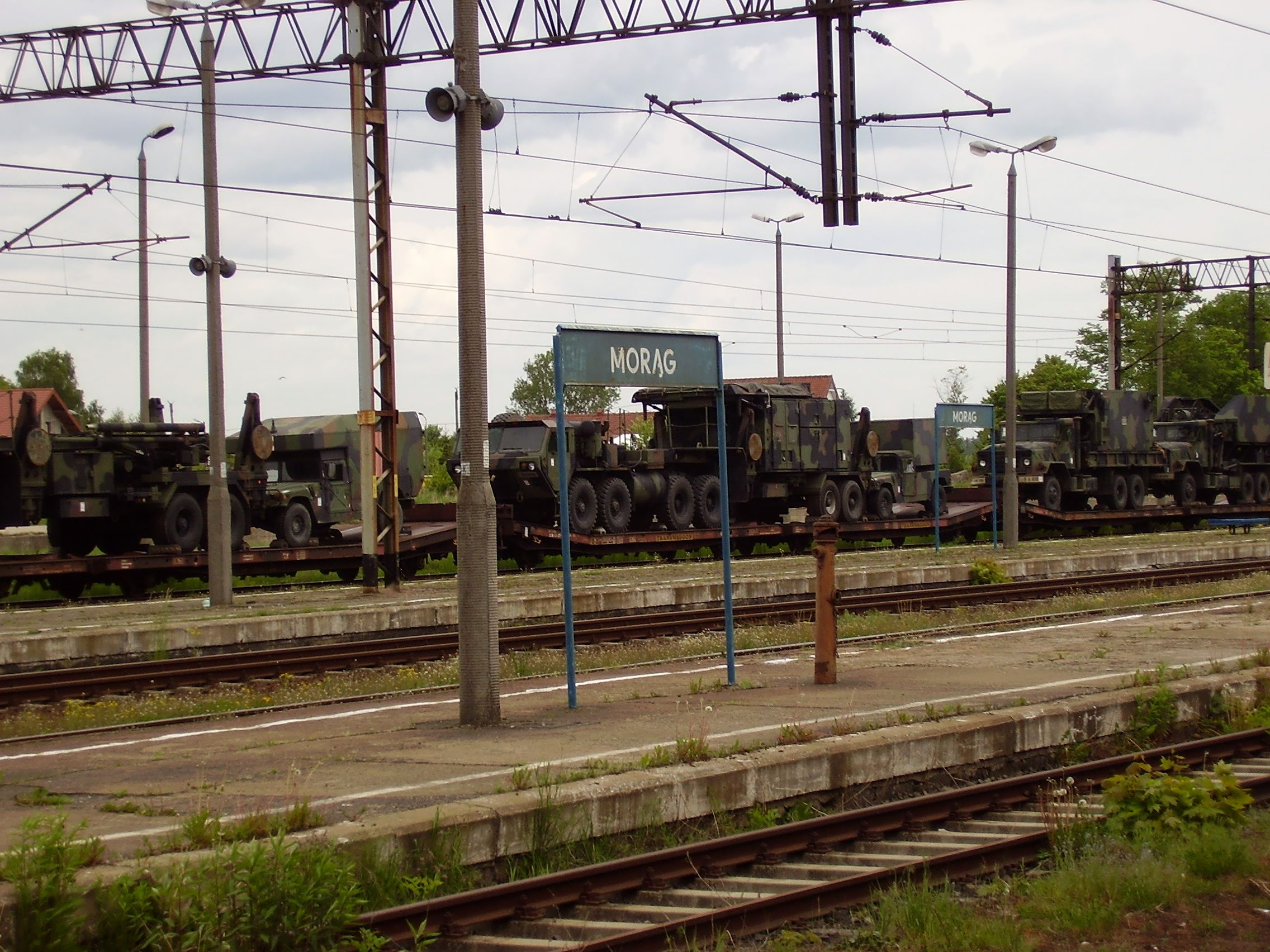
Rüstungsgütertransport am Bahnhof Morąg (2010)

## Geschichte
Der Bahnhof in Mohrungen wurde am 1. November 1882 eröffnet. Der erste Streckenabschnitt führte nach Güldenboden an der Preußischen Ostbahn. Am 15. August 1883 folgte der Abschnitt nach Allenstein.
Am 1. August 1894 wurde die Strecke Wormditt–Mohrungen eröffnet und am 1. Juli 1909 die Strecke nach Liebemühl (seit 1893 weiter nach Osterode).
Bis zum Anfang des 20. Jahrhunderts diente in Mohrungen eine Baracke aus Ziegeln als Bahnhofsgebäude. In diesem kleinen Gebäude befanden sich Bahnhofsverwaltung, Kassen, ein Wartesaal und ein Restaurant.
1910 entstand in Mohrungen ein neues Bahnhofsgebäude im neugotischen Stil. Das Gebäude beinhaltete zusätzlich noch ein Hotel und ein Speditionslager.
Das Gebäude des Mohrunger Bahnhofes wurde während der Weichsel-Oder-Operation im Januar 1945 durch die Soldaten der Roten Armee zerstört. In den 1960er Jahren wurde der Bahnhof im Stil des Sozialistischen Realismus wiederaufgebaut.